# Nephelistis conservulodes
Nephelistis conservulodes là một loài bướm đêm trong họ Noctuidae.